# Pico Tikaboo

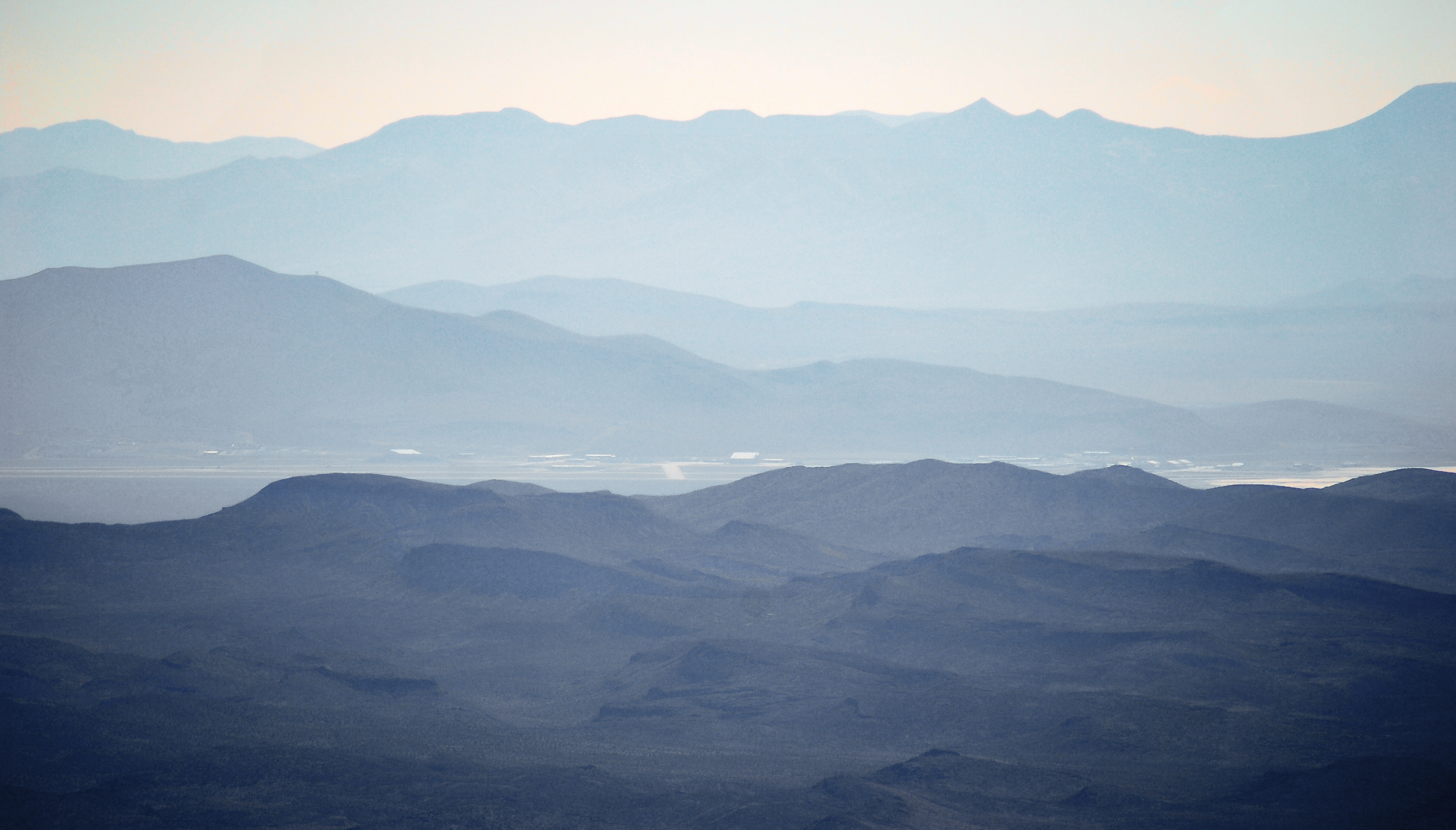
Groom Lake visto desde Tikaboo Peak.

Tikaboo Peak es una montaña ubicada en el Condado de Lincoln (Nevada), aproximadamente a unos 42 km al este del Área 51. Es el punto de observación legal más cercano a la instalación militar.
Esta zona se utiliza principalmente porque dos de los puntos de vista más cercanos al Área 51, Freedom Ridge y White Sides, fueron cerrados al público por el gobierno en 1995 debido al número de personas que tomaban fotografías o grababan la base desde estos puntos.